# Teatro Condal

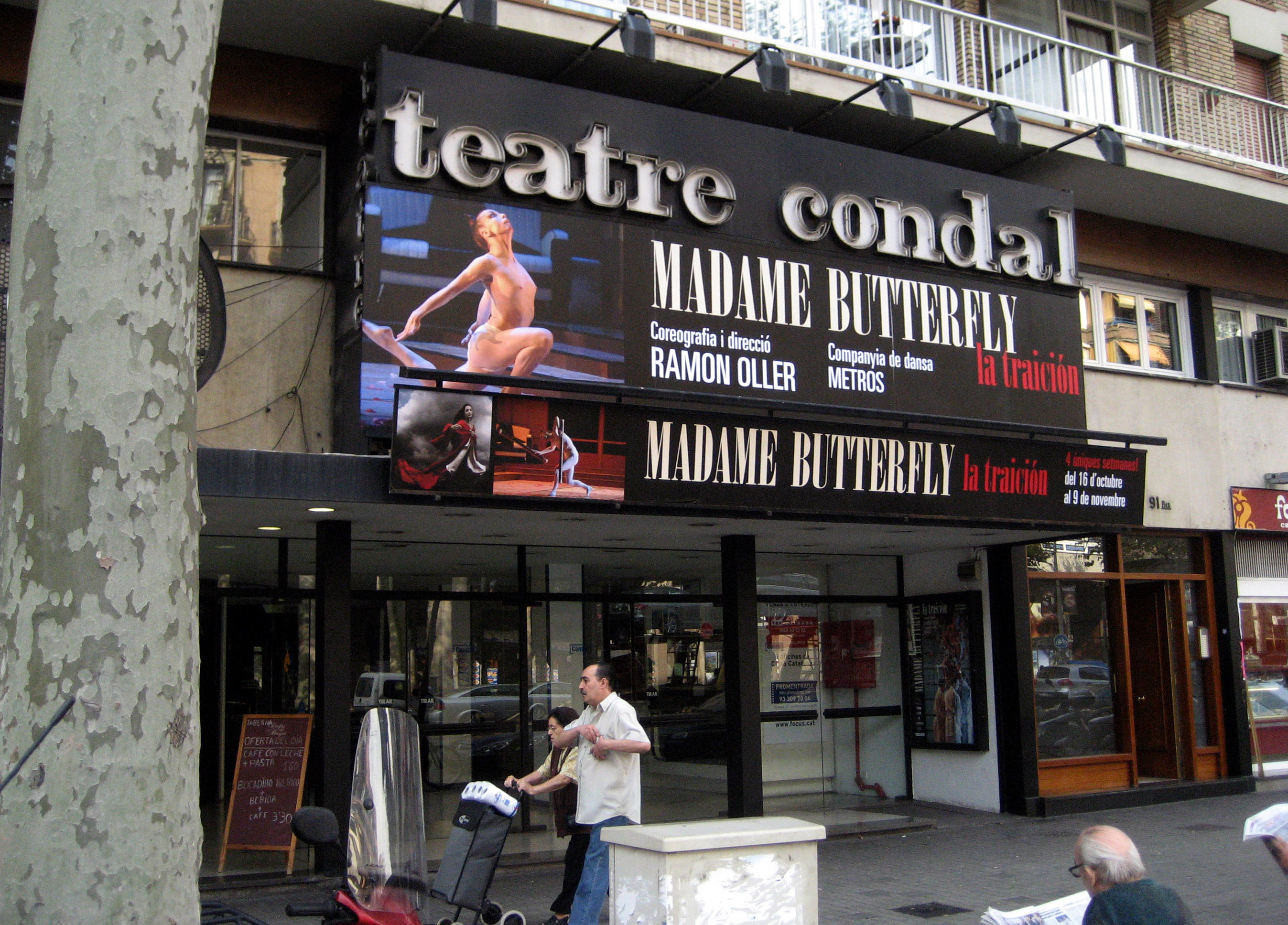
Entrada del teatro Condal, en la popular avenida del Paralelo de Barcelona (2008)

El teatro Condal se encuentra ubicado en la  avenida del Paralelo, número 91, de la ciudad de Barcelona. Abierto en 1903, continúa en funcionamiento, en un nuevo edificio. La sala actual tiene 697 asientos, en una platea inclinada.
Se inauguró el 7 de mayo de 1903 como Gran Teatro Onofri, donde los Hermanos Onofri ofrecían actuaciones de circo y pantomima. El teatro no logró los éxitos esperados y el empresario, Manuel Suñer, tuvo que vender el local. Pronto se cambió el nombre por el de Gran Teatro Condal y en 1909 fue reformado. A partir de 1911 empezaron a hacerse películas. Después de la Guerra civil española, se llamó cine Condal.
El teatro original, con platea y un piso, fue transformado en dos locales separados: en la planta baja se dejó un bingo, y en la planta alta, el anfiteatro de la sala, se instaló el teatro: el anfiteatro se convirtió en la platea del nuevo teatro.
En 1983, sus propietarios lo transformaron de manera definitiva en un espacio de exhibición teatral y pocos años más tarde, en 1992, el Grupo Focus se hizo cargo de la gestión. La línea de programación se basa en la comedia de calidad, pero dirigida al gran público.
En 1984 se estrenó la ópera de Xavier Benguerel i Godó, Spleen, con libreto de Lluís Permanyer y escenografía de Joan-Josep Tharrats.
Ha acogido obras de gran éxito como La jaula de las locas, Mamaaa! y Matar al Presidente, protagonizadas por la pareja Paco Morán-Joan Pera, Políticamente incorrecto, La cena de los idiotas, Òscar, una maleta, dos maletas, tres maletas y El enfermo imaginario.